# Bass Bumpers
Bass Bumpers – niemiecki zespół muzyczny tworzący muzykę dance.
Bass Bumpers powstał w 1990 roku, po wydaniu pierwszego albumu Dance Street Henninga Reitha i Caba Krolla. W 1993 ukazał się ich kolejny singel „Runnin” w obecności Felicii Uwaje oraz Iana Freemana. W 2002 roku do grupy dołączyli: Reinhard Raith (DJ VooDoo) and Frank Knebel (Level K).
Ostatnim ich projektem był Crazy Frog.